# Wertschätzung
Wertschätzung bezeichnet die positive Bewertung eines anderen Menschen. Sie gründet auf einer inneren allgemeinen Haltung anderen gegenüber. Wertschätzung betrifft einen Menschen als Ganzes, sein Wesen. Sie ist eher unabhängig von Taten oder Leistung, auch wenn solche die subjektive Einschätzung über eine Person und damit die Wertschätzung beeinflussen.
Wertschätzung ist verbunden mit Respekt, Wohlwollen und drückt sich aus in Zugewandtheit, Interesse, Aufmerksamkeit und Freundlichkeit. „Er erfreute sich allgemein hoher Wertschätzung“ bedeutet umgangssprachlich: Er ist geachtet/respektiert.
Es gibt eine Korrelation zwischen Wertschätzung und Selbstwert: Menschen mit hohem Selbstwert haben öfter eine wertschätzende Haltung anderen gegenüber, werden öfter von anderen wertgeschätzt, wohingegen Personen, die zum aktiven Mobbing neigen, häufig ein eher geringes Selbstvertrauen damit kompensieren.
Empfangene und gegebene Wertschätzung vergrößern das Selbstwertgefühl sowohl beim Empfänger als auch beim Geber. Wertgeschätzte Personen sind, wenn sie ein offenes Wesen haben und kontaktfreudig sind, oft auch beliebt.
Ein Antonym von Wertschätzung ist Geringschätzung (sie kann bis hin zur Verachtung reichen).

## Wertschätzung in der klientenzentrierten Therapie
Die bedingungslose positive Wertschätzung ist ein Fachbegriff aus der Klientenzentrierten Psychotherapie von Reinhard Tausch, Carl Rogers und anderen davon beeinflussten Therapieformen. Sie gehört mit Empathie und Kongruenz bzw. Echtheit zu den drei Grundhaltungen eines Therapeuten gegenüber dem Klienten. Ziel der positiven Wertschätzung ist, den Klienten in seinen positiven Eigenschaften und im Selbstwert zu bestärken, um daraus Zuversicht und Energie zu beziehen, die den therapeutischen Veränderungsprozess fördern (siehe auch Positive Psychologie).